# سورونغو (فلم)
سورونغو (بالبنغالية: সুড়ঙ্গ) هو فيلم إثارة وجريمة بنغلاديشي أُنتج عام 2023 من إخراج «رايهن رافي» وإنتاج «ألفا-آي» و«شوركي». الفيلم من بطولة «عفران نشو» و«توما ميرزا» في الأدوار الرئيسية. يُعد هذا الفيلم أول ظهور لـ«عفران نشو» على الشاشة الكبيرة.

## القصة
يقع «مسعود»، وهو كهربائي، في حب «موينا» عندما يراها ذات يوم أثناء إصلاحه لمصباح الشارع. يلتقي مسعود بموينا مرة أخرى أثناء إصلاحه لثلاجة في منزل «موينا»، ثم تطورت علاقتهما الرومانسية. يتزوج «مسعود» و«موينا». ويحصل «مسعود» على وظيفة في ماليزيا لدعم عائلته الجديدة. في غياب «مسعود»، تتلقى «موينا» هدايا من صديقه «زاهر» وتدخل في علاقة غير شرعية معه. لاحقًا تترك «موينا» «مسعود» وتهرب مع «زاهر». لكنها تكتشف بعد هروبها معه أنه متزوج. يعود «مسعود» إلى بنغلاديش ليجد أن رئيس مجلس اتحاده قد صادر منزله لعدم قدرته على سداد القرض الذي أخذه من أجل زواجه. يبحث «مسعود» عن «موينا» و«زاهر» ويجدهما في النهاية. يعمل في كسر الجليد والتعدين لكي يكسب المال، لكنه لا يجني ما يكفي من المال من تلك الأعمال. نتيجة لذلك، يقضي «مسعود» تسعة أشهر في حفر نفق تحت الأرض لسرقة المال من البنك. بعد حفر النفق، يسرق 340 مليون৳ تاكا بنغلاديشي من البنك ويكشف عن ذلك لطليقته عبر مكالمة فيديو. تعلن الشرطة عن مكافأة قدرها 500,000৳ لأي معلومات عن السارق، فتقوم «موينا» بتسليمه للشرطة. بعد سجنه، يهرب «مسعود» بحفر نفق ويحرق «موينا» للانتقام.

## طاقم العمل
- عفران نشو في دور مسعود
- توما ميرزا في دور موينا
- مصطفى منور في دور زاهر (صديق مسعود)
- شهيد الزمان سليم في دور أبل خان (رئيس المحققين)
- أشوك بيباري في دور مدير البنك
- منير أحمد شاكيل في دور سائق مدير البنك
- نسرات فريا في دور الراقصة (أداء خاص)

## الإنتاج
لم يشارك الممثل التلفزيوني عفران نشو في أي أفلام قبل «سورونغو» لعدم وجود حبكة واضحة ومصقولة فيها. نحو نهاية عام 2022، بدأ يتوقف تدريجياً عن الظهور في مختلف الدراما التلفزيونية ومسلسلات الويب، مما أثار شائعات بأنه كان يستعد للظهور الأول له في الأفلام. ظهر بلاغ عن أن إعلانًا رسميًا عن الفيلم سيصدر في 12 ديسمبر من العام نفسه، وأن التصوير سيبدأ في العام التالي. أقيم حفل افتتاح للفيلم في 28 فبراير 2023. أراد «رايهن رافي» إنهاء التصوير، حيث كان ذلك أولويته القصوى. بدأ التصوير في 4 مارس، وكان من المقرر أن يُستكمل على ثلاث مراحل. استغرق تصوير مشاهد المرحلة الأولى للفيلم مدة عشرة أيام في منطقة سنامجانج بالقرب من الحدود بين بنغلاديش والهند. في المرحلة الثانية، ذهب فريق الإنتاج المؤلف من 200 عضو إلى قسم جاتجام. وفي المرحلة الأخيرة، تم تصوير بعض المشاهد في دكا. «توما ميرزا»، الممثلة في دور «موينا»، كان عليها أن تأخذ فترة طويلة للتمثيل في هذا الفيلم، على الرغم من أنها لم توقع على أي دراما تلفزيونية أو أفلام أخرى قبل إنتاج سورونغو. يُعتبر سورونغو أول فيلم بنغلاديشي تُستخدم كاميرا أليكسا ميني إل آر في تصويره. اعتباراً من مايو 2023، كانت مرحلة ما بعد الإنتاج جارية. تم إجراء تصحيح الألوان في الهند، وكان من المقرر الانتهاء من مرحلة ما بعد الإنتاج بحلول 20 يونيو.

## الموسيقى
ألّف «عرفات محسن» و«ساجد ساركر» و«إيمون شودري» الموسيقى التصويرية للفيلم. الأغنية الأولى في الفيلم بعنوان "أو تاكا توي آمار كوليجا آر جان"، غنّتها «دليشاد نهر كونا» وكتبها «رسل محمود» ولحنها «عرفات محسن». نُشرت الأغنية في 12 يونيو 2023 على القناة الرسمية لمنصة شوركي على يوتيوب. أراد «رافي» تضمين «أغنية عنصر» في الفيلم، وعرض على «نسرات فريا» القيام بها. وافقت بعد أسبوعين. بعد أسبوع من البروفات، تم تصوير أغنية العنصر على مدى أربعة أيام في دكا، حيث كانت «نسرات» برفقة أربعمائة راقص. بعد مشاهدة الفيديو الموسيقي، وجد الكثيرون أنه يشبه "أو أنطافا أو أو أنطافا" من فيلم بوشبا: الصعود. ووجدت أوجه تشابه بين سامانثا روث برابهو و«نسرات فريا» في الفيديو الموسيقي. كان الفيلم بمثابة الظهور الأول لكاتب الأغاني والملحن تانجيب ساروار، مع الأغنية الرئيسية "جا تشوي بول". قام بغنائها هو وأبانتي سيثي.
| 1.            | "O Taka Tui Amar Kolija Ar Jaan" | رسل محمود     | عرفات محسن  | دلشاد نهر كونا             | 3:30  |       |       |       |       |       |       |       |
| 2.            | "Gaa Chuye Bol (ثنائي)"          | تانجيب ساروار | ساجد ساركر  | تانجيب ساروار، أبانتي سيثي | 2:46  |       |       |       |       |       |       |       |
| 3.            | "Gaa Chuye Bol (منفرد)"          | تانجيب ساروار | ساجد ساركر  | تانجيب ساروار              |       |       |       |       |       |       |       |       |
| 4.            | "Gaa Chuye Bol (نسخة حزينة)"     | تانجيب ساروار | ساجد ساركر  | ريهان رسول                 |       |       |       |       |       |       |       |       |
| 5.            | "Dhukkur Pukkur"                 | رسل محمود     | إيمون شودري | أبانتي سيثي، إيمون شودري   | 4:03  |       |       |       |       |       |       |       |
| المدة الكلية: | المدة الكلية:                    | المدة الكلية: | 15:29       | 15:29                      | 15:29 | 15:29 | 15:29 | 15:29 | 15:29 | 15:29 | 15:29 | 15:29 |

## الإصدار

### التوزيع
اعتباراً من مارس 2023، قبل أن ينتهي فريق الإنتاج من التصوير، اشترت شركة Bioskope Films حقوق التوزيع لإصدار الفيلم في أمريكا الشمالية. في يونيو 2023، مع ترويج Shree Venkatesh Films (SVF) للفيلم في الهند، أصبحت الشركة موزع الفيلم في البنغال الغربية. من ناحية أخرى، لم يوضح شهريار شاكيل، أحد منتجي الفيلم، هذا الأمر، لكنه قال إنهم كانوا يحاولون إصدار الفيلم في الولاية الهندية. تم تمرير الفيلم للحصول على شهادة الرقابة دون حذف من قبل مجلس الرقابة على الأفلام البنغلاديشي في 18 يونيو 2023. أعلنت شركة Bongoz Films الأسترالية عن إصدار الفيلم في جميع أنحاء البلاد في 7 يوليو. On 23 June, SVF officially announced that the film is going to be released in West Bengal.

### العرض السينمائي
كان من المقرر عرض الفيلم في عيد الأضحى من العام نفسه (29 يونيو 2023) في بنغلاديش. أراد «رافي» أن يصدر الفيلم في عدد قليل من دور السينما أولاً، وهذا يعني أنه أراد أن يُعرض الفيلم في عدد محدود من دور السينما في البداية قبل طرحه في دور العرض الأوسع للجمهور. في 26 يونيو 2023، تم الإعلان عن أن الفيلم سيتم إصداره محلياً في 28 دار عرض، وتم إصداره في اليوم المحدد. ارتفع عدد عروضه في صالات السينما المتعددة من 9 إلى 18 عرضاً في اليوم التالي لإصداره في بنغلاديش.أعلن «رافي» بعد إصدار الفيلم في بنغلاديش أن فيلم سورونغو سيصدر في 21 يوليو في كندا ومدينة نيويورك، وفي 28 يوليو في جميع أنحاء الولايات المتحدة. كما أفاد بأن هناك خططًا لإصدار الفيلم في الشرق الأوسط. تم بيع جميع تذاكر 12 من أصل 37 عرضًا في أستراليا مسبقًا قبل تاريخ الإصدار المحدد. في 7 يوليو 2023، لم يتغير عدد دور السينما التي تعرضه في بنغلاديش، ولكن توقفت سبعة عروض عن عرض الفيلم.

#### القرصنة
صوّر بعض المراجعين بعد الإصدار مشاهد باستخدام هواتفهم ونشروها على الإنترنت. تم تحميل نسخ الفيلم عبر الإنترنت وتمت إزالة ما لا يقل عن 400 فيديو مسجل من فيسبوك ويوتيوب في محاولة من قبل إدارة منصة شوركي للحد من القرصنة. السبب وراء قرصنة الفيلم كان تصريح مُحَرِّرَه بأن الفيديو تم تسريبه من صالة سينما في بنغلاديش. تم تسجيل الفيلم في صالة سينما في وقت لم يكن هناك جمهور. ومن هنا اتضح أن شخصاً مجهولاً مرتبطاً بصالة السينما كان متورطاً في القرصنة. توجه ريحان رافي إلى مكتب فرع المباحث لمناقشة منع القرصنة على الإنترنت. ثم علم أن فريق إنتاج الفيلم قد قدم شكوى إلى الشرطة لمنع القرصنة. تم تحديد خمسة أشخاص كمذنبين في الشكوى. ووفقاً لشركة Jaaz Multimedia، قد يخسر «منتجو سورونغو» 1 كروبية بسبب القرصنة على الإنترنت. وذكر المخرج «عبد العزيز» أن الفيلم تم تسريبه لأن توزيعه تم تسليمه إلى The Content Specialists، التي لم تكن خوادم التوزيع لديها تحتوي على تدابير أمنية كافية. في 28 يوليو 2023، أكد هارون أور رشيد، رئيس فرع المباحث، أنه سيتم اتخاذ إجراءات ضد المتورطين في القرصنة. في نفس اليوم، حذر «ريحان رافي» الجميع بأن من يقوم بتحميل لقطات الفيلم على الإنترنت سيتم اعتقاله بموجب القانون الحالي. ودعا جميع من قاموا بتحميل اللقطات إلى حذفها.

### الوسائط المنزلية
تم العرض الرقمي لفيلم سورونغو في بنغلاديش عبر منصة شوركي في 24 أغسطس 2023.

## الاستقبال

### الجمهور
تم بيع 90% من تذاكر عروض الفيلم في المسرح الصغير Roots Cineclub في سراججانج بحلول 18 يونيو. ونظرًا لزيادة الطلب، نظم المسرح الصغير عرضًا خاصًا للفيلم في 1 يوليو عند الساعة 1:00 صباحًا للجمهور. وفقًا لمقالة صحفية نشرها مراسل ترفيهي في Ajker Patrika في 2 يوليو، كانت أفلام Priyotoma وSurongo الأكثر طلبًا خلال موسم عيد الأضحى لعام 2023. نظرًا لعدم وجود دار سينما في منطقة بهاوبور أوبازيلا مسقط رأس عفران نيشو، استأجر المعجبين قاعة مجمع شاديناتة وقاموا بإنشاء دار سينما مؤقتة هناك لمشاهدة الفيلم لمدة أسبوع. اعتبارًا من 3 يوليو 2023، تم إنشاء دار السينما المؤقتة بمساعدة السلطة البلدية بتكلفة 0.3 مليون، وتقوم بعرض 4 عروض للفيلم يوميًا مع بيع ما لا يقل عن 700 تذكرة يوميًا.

### الاستجابة النقدية
أكد صانع الأفلام والكاتب سادات حسين إن صناعة الفيلم كانت "رائعة" وجعلت "القصة التقليدية فريدة". ومع ذلك، وفقًا لحسين، كان بإمكان الحوار أن يكون أفضل ولم يكن الفيلم بحاجة إلى رقم موسيقي. أشاد «كودرات الله» من RTV بقصة الفيلم وأداء «نيشو». أعطى الناقد السينمائي تقييم 6.5/10 لفيلم "سورونغو"، وكتب في Bangla Tribune أن الفيلم في الواقع هو نسخة مختلفة من "Poran" لرايهان رافي. ووفقًا له، كان كلاً من مسعود و«موينا» مخطئين، ولكن يتم تسليط الضوء على خطأ موينا فقط هنا. وأشار كبير إلى أن المشاهد في الفيلم مثيرة وممتعة بما فيه الكفاية. كما لاحظ عدم اتساق في مشهد سرقة البنك ونقص في مشهد الهروب من السجن.
قامت روديلا نيلة من Bdnews24.com بإشادة بتصوير الفيلم وعملية تصوير الألوان، لكنها انتقدت عدم إيلاء الشخصيات المرتبطة بالبنك بعد الفاصل الزمني اللاحق الاهتمام الكافي. انتقد حسيب أور راشد إفتي من The Daily Star موسيقى الخلفية للفيلم وخلط الصوت والتحرير، لكنه قال إن نهاية سورونغو ستجعل الجمهور ينسى نقاط الضعف فيه. أشارت الناقدة مسعودة بهتي إلى أن الفيلم كان مخاطرة بإنتاجه في الوضع الراهن لصناعة السينما في بنغلاديش، والتي نجحت في النهاية. أشاد شوفوديب بيسواس من The Financial Express بقصة الفيلم غير المتوقعة دون وجود ثغرات في السيناريو. ووفقًا له، جعل عرض الخطايا السبع المميتة في الفيلم يحقق نجاحًا تجاريًا. ومع ذلك، انتقد تصوير الفيلم للنساء بطريقة سلبية وكيفية استخدام العنف الذي قد يرسل رسالة خاطئة إلى المجتمع. ووفقًا لمحمد التمش نبيل من Banglanews24.com، جعل رافي الفيلم ناجحًا تجاريًا باستخدام صيغته المعتادة. ووفقًا للمراجع، كان يمكن اختيار شخص أكثر ملاءمة لدور زاهر. أشار شوبارنو رحمن في Prothom Alo أن أغاني الفيلم أعطته جوًا جميلًا وأشادت بمبادرة الفيلم. ووفقًا لساقلين ريزف من The Business Standard، سورونغو فيلم بإيقاع بطيء مع مشاهد مذهلة. ووفقًا لفاروق راطل من Dhaka Tribune، فإن حبكة الفيلم غير متوقعة ولكن السيناريو ليس جيدًا. وقال أيضًا إن ثغرات الحبكة تركته في حيرة.
وأشادت سانشاري كار من News18 Bangla بتطور شخصية نيشو مسعود في الفيلم خطوة بخطوة. ووفقًا لها "الترفيه النقي والتمثيل الجيد هما كنوز 'سورونغو'".
ووفقًا لنيرمال دهار من Sangbad Pratidin، لا يوجد شيء جديد في الفيلم والسيناريو طويل بشكل غير ضروري. ووفقًا له، كانت أداءات الممثلين جيدة ولكنه فيلم تجاري بحت ولا يمكن لـ سورونغو أن يتفوق على شعبية فيلم "Hawa"، فيلم بنغلاديشي آخر تم إصداره في ويست بنغال.
أعطت بورنا بانيرجي من تايمز أوف إينديا تقييم 3/5.

### إيرادات البوكس أوفيس
حتى 6 يوليو 2023، حقق الفيلم ما يقرب من 2.5 كرو من إيرادات في دور العرض المتعددة في سينما ستار سينيبلكس في بنغلاديش. وحتى 9 يوليو 2023، تم بيع ما مجموعه 38 الف تذكرة لعروض فيلم "سورونغو" في ليون سينما. بعد مرور أسبوعين ارتفعت إيرادات الفيلم إلى ما يقرب من 4.45 كرو. ومن 21 إلى 26 يوليو، حقق الفيلم فقط 0.8 مليون روبية في الهند. لتصل إجمالي إيراداته إلي 15 كرو.

## الجدل
اِدَّعَتْ برارتهنا فاردين ديغي في ديسمبر 2022 أنها تم توقيعها لتمثيل دور في الفيلم في يونيو من نفس العام، لكن المخرج استبدلها بـ توما ميرزا. ادعت ديغي أنها ضحية لتنظيم يدير صناعة السينما. نفى رافي ادعاءاتها، مؤكدًا أنه لم يكن هناك اتفاق مكتوب معها في هذا الصدد، بل مناقشات شفهية فقط. ولم يوقع ديغي، لأنها لم تبدو مناسبة لدور الفيلم. ردًا على ذلك، ادعت ديغي أن لديها دليل على مزاعمها.
تم إصدار أول فيديو للنظرة الأولى في 10 مايو 2023، حيث يُظهر أفران نيشو وهو يدخل نفقًا. من هذا المشهد، اعتقد بعض المشاهدين أن الفيلم مستوحى من الحادثة التي وقعت في عام 2014 حيث قام لص بحفر نفقًا إلى بنك في كيشورغانج. عندما تم سؤال رافي حول هذا، لم يقدم إجابات واضحة. صدر مقطع فيديو ترويجي رسمي على اليوتيوب للفيلم، ولكن كانت هناك شائعات حول انتهاك حقوق الطبع والنشر في الموسيقى الخلفية المستخدمة في المقطع. ردًا على هذا الجدل، أكد رافي أن ترخيص استخدام الموسيقى تم شراؤه من قبل شركة Alpha-i. بعد إصداره في بنغلاديش، انتقد جزء من الجمهور مشاهد البالغين في الفيلم. وبحسبهم، فإن المشاهد لم تتناسب مع ثقافة بنغلاديش. ردًا على هذا، قال رافي إن بعض المشاهد تم الاحتفاظ بها في الفيلم لتكون متناسبة مع القصة، وحصل الفيلم على شهادات غير مقطوعة من الجهاز الرقابي، حيث لم تكن المشاهد مثيرة للجدل.

## الجزء التالي
في 8 يوليو 2023، أخبر ريدوان روني الصحفيين أن إنتاج فيلم يتطلب الكثير من الوقت، وأنه يجب أن تكون هناك قصة جديرة بتكملة سورونجو.

## الروابط الخارجية
- مقالات تستعمل روابط فنية بلا صلة مع ويكي بيانات